# 淺草橋站
淺草橋站（日语：／ Asakusabashi eki */?）是位於日本東京都台東區淺草橋一丁目，屬於東日本旅客鐵道（JR東日本）、東京都交通局（都營地下鐵）的鐵路車站。台東區諸站中本站為位置最南者。
此站有JR東日本的總武本線支線（運行系統是中央·總武線各站停車）與都營地下鐵的淺草線停靠，是轉乘站。JR東日本車站依據特定都區市內制度，本站屬於「東京都區內」。JR中央·總武線各站停車車站編號是「JB 29」、都營地下鐵淺草線車站是「A 16」。

## 歷史
- 1932年（昭和7年）7月1日：總武線車站開業[1]。
- 1949年（昭和24年）6月1日：日本國有鐵道（國鐵）成立。
- 1960年（昭和35年）12月4日：都營地下鐵1號線車站開業，成為轉乘站。
- 1978年（昭和53年）7月1日：都營地下鐵1號線改稱為淺草線。
- 1985年（昭和60年）11月29日：國鐵千葉動力車勞動組合支持的中核派為反對國鐵分割民營化佔據車站、發生放火等事件。本站全日停止載客服務[1]。
- 1987年（昭和62年）4月1日：國鐵分割民營化，改由JR東日本管轄[1]。
- 2001年]（平成13年）11月18日：JR東日本IC卡「Suica」啟用。
- 2007年（平成19年）
  - 3月18日：東京都交通局IC卡「PASMO」啟用。
  - 4月1日：JR東日本車站西口業務委託化[2]。
- 2016年（平成28年）3月26日：西口電梯啟用。

## 車站構造

### JR東日本
本站為相對式月台2面2線的高架站。東西兩側皆有出口，但西口在6點前及晚上11點30分後不開放。此外，東口可轉乘都營地鐵淺草線。本站起往千葉方向由千葉支社管轄。
2016年3月26日連通西口剪票口與月台的電梯啟用，是開業以來首度導入無障礙設施。東口、西口付費區內皆有廁所。
本站設有自動驗票閘門，東口在舉行隅田川花火大會時會加設簡易Suica驗票閘門。

#### 月台配置
| 月台 | 路線               | 方向 | 目的地                       |
| ---- | ------------------ | ---- | ---------------------------- |
| 1    | 總武線（各站停車） | 西行 | 秋葉原、新宿、三鷹方向       |
| 2    | 總武線（各站停車） | 東行 | 錦糸町、市川、船橋、千葉方向 |

（來源：JR東日本:車站構內圖 （页面存档备份，存于））
- 1號線LED列車資訊顯示器是顯示未直通的「東京」、「上野」方向（需在秋葉原站轉乘山手線或京濱東北線前往）。另外，月台可見「這裡不是淺草。前往淺草請利用都營淺草線。若步行前往須30 - 40分鐘。」的提醒語句。

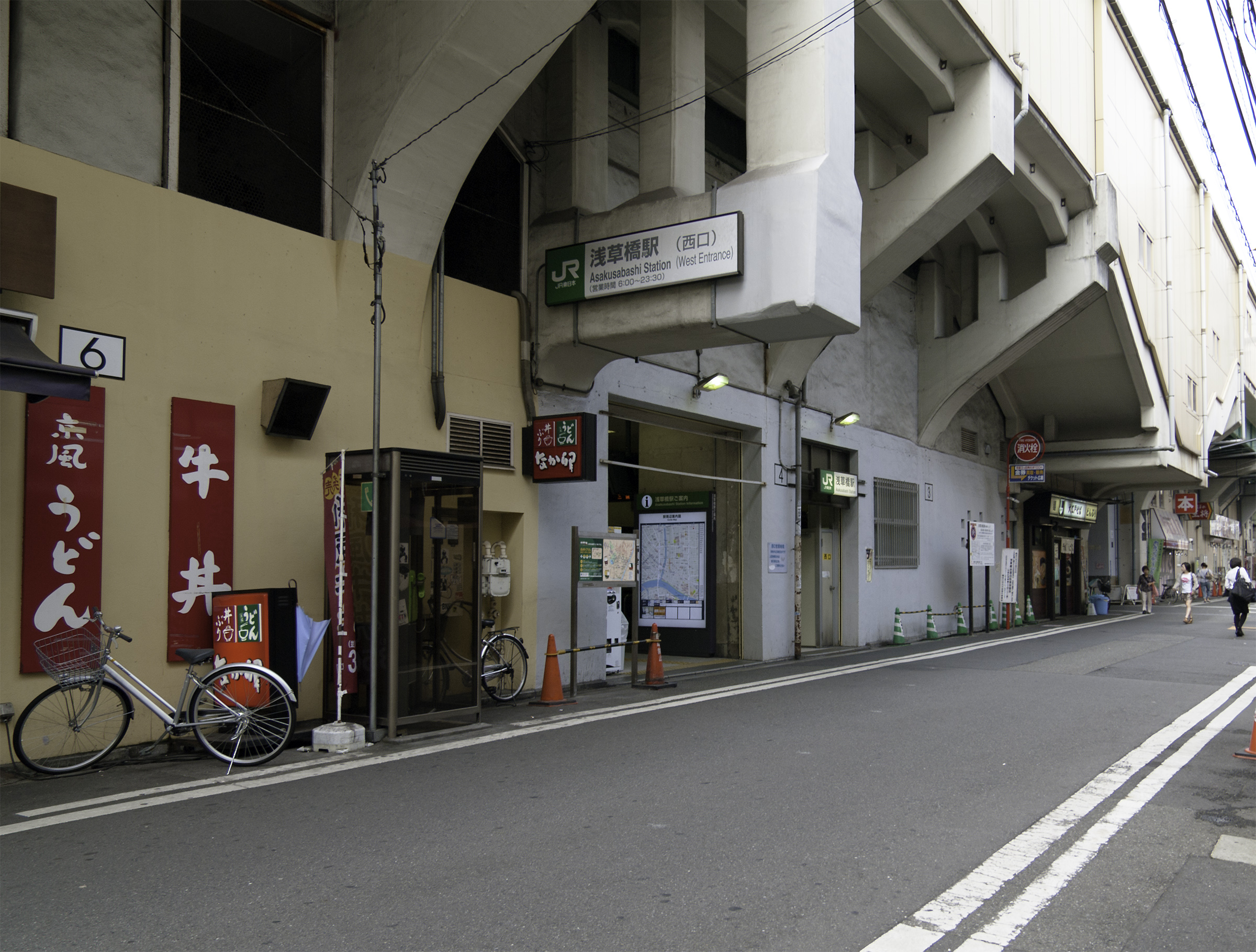
西口（2010年7月）
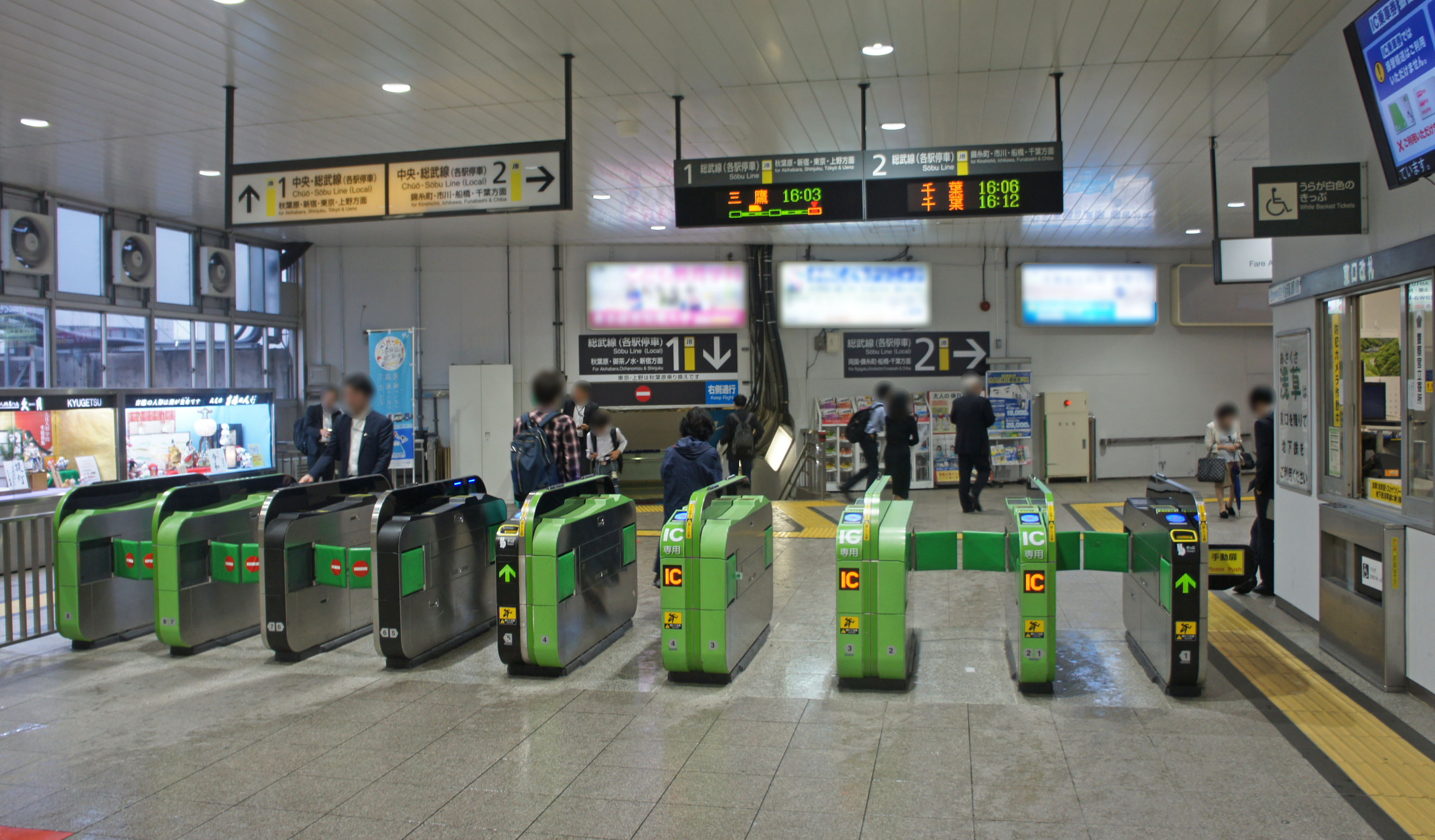
東口閘口（2019年6月）
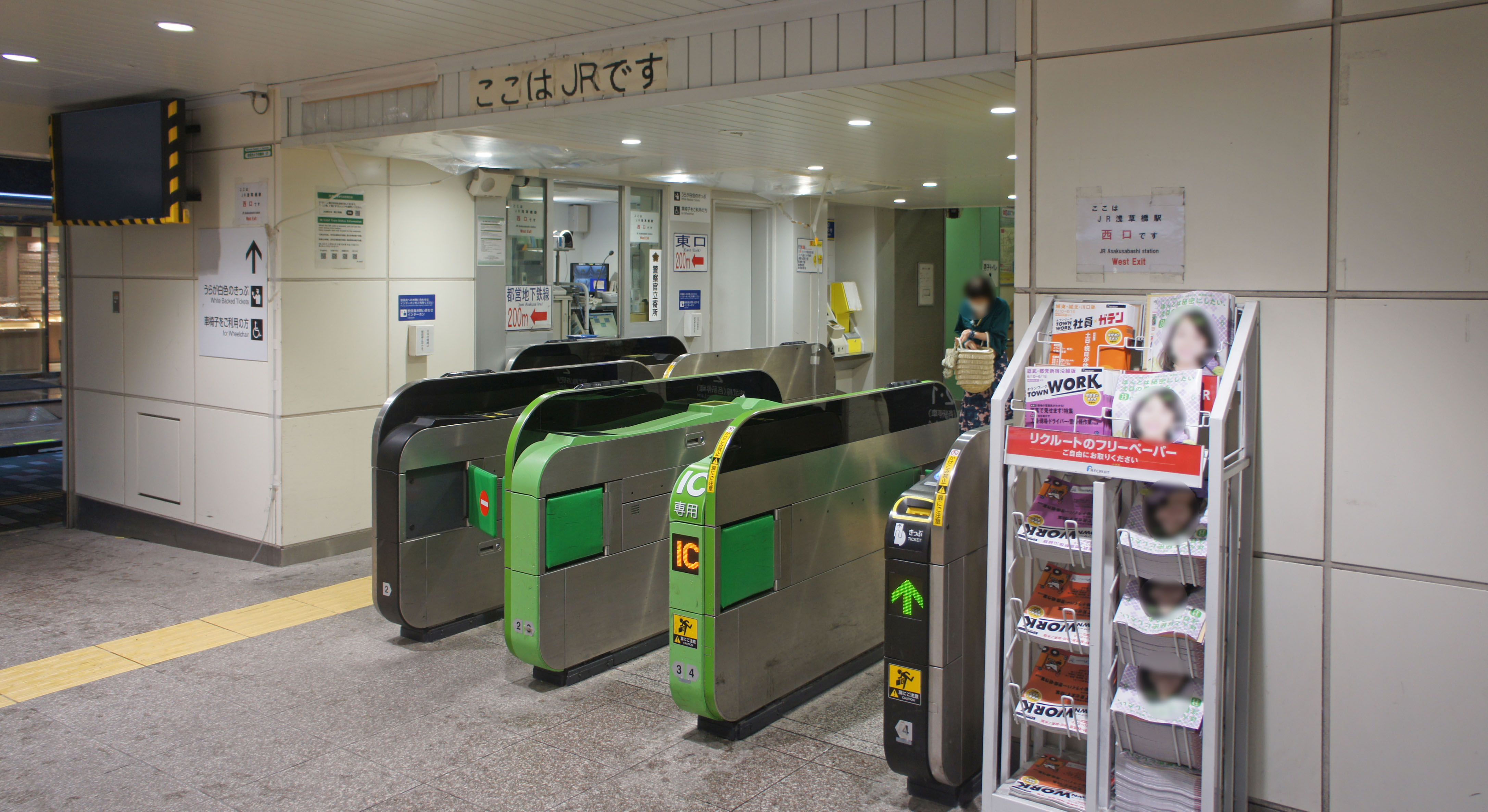
西口閘口（2019年6月）
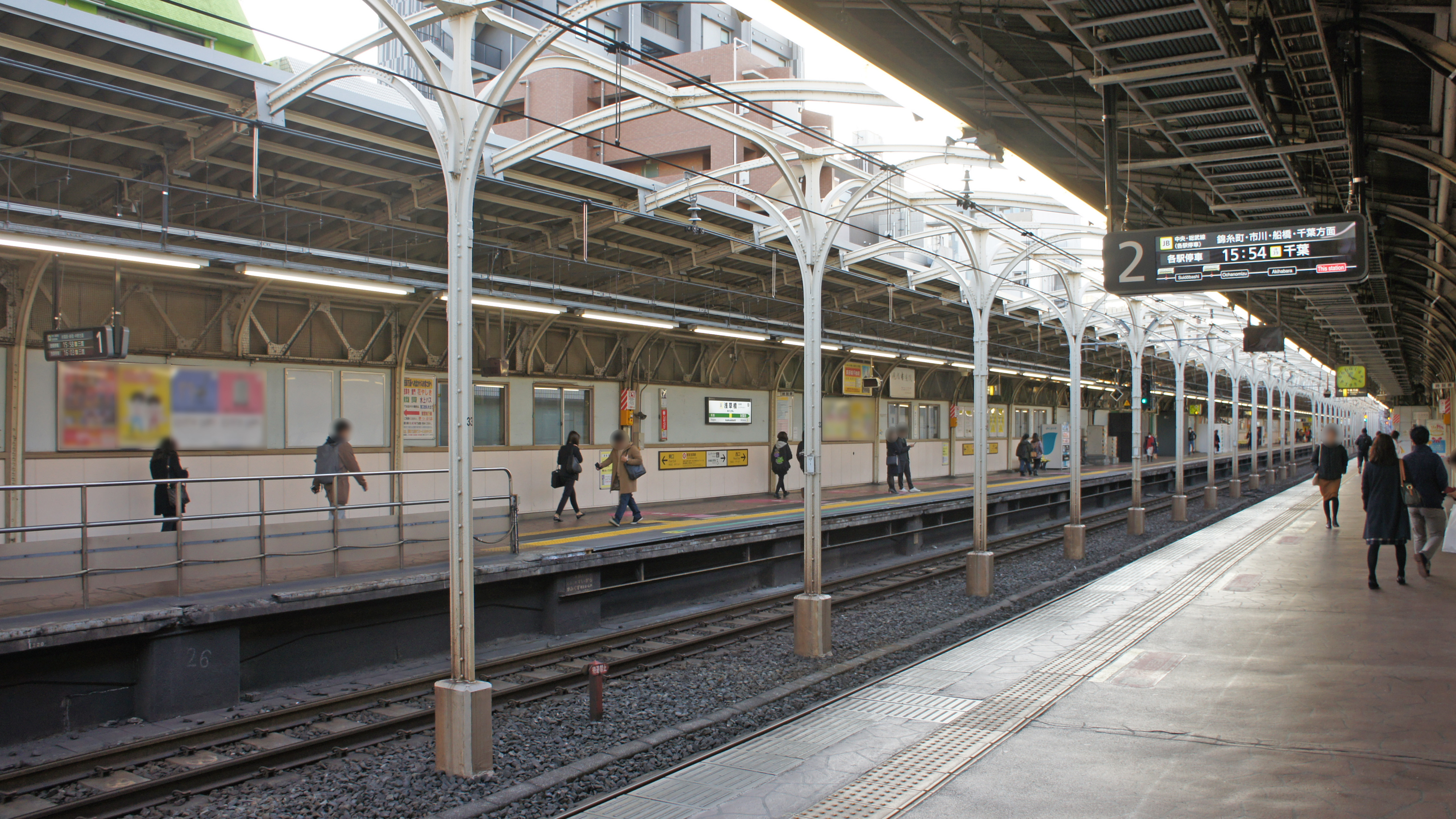
未安裝月台閘門的月台（2019年11月）
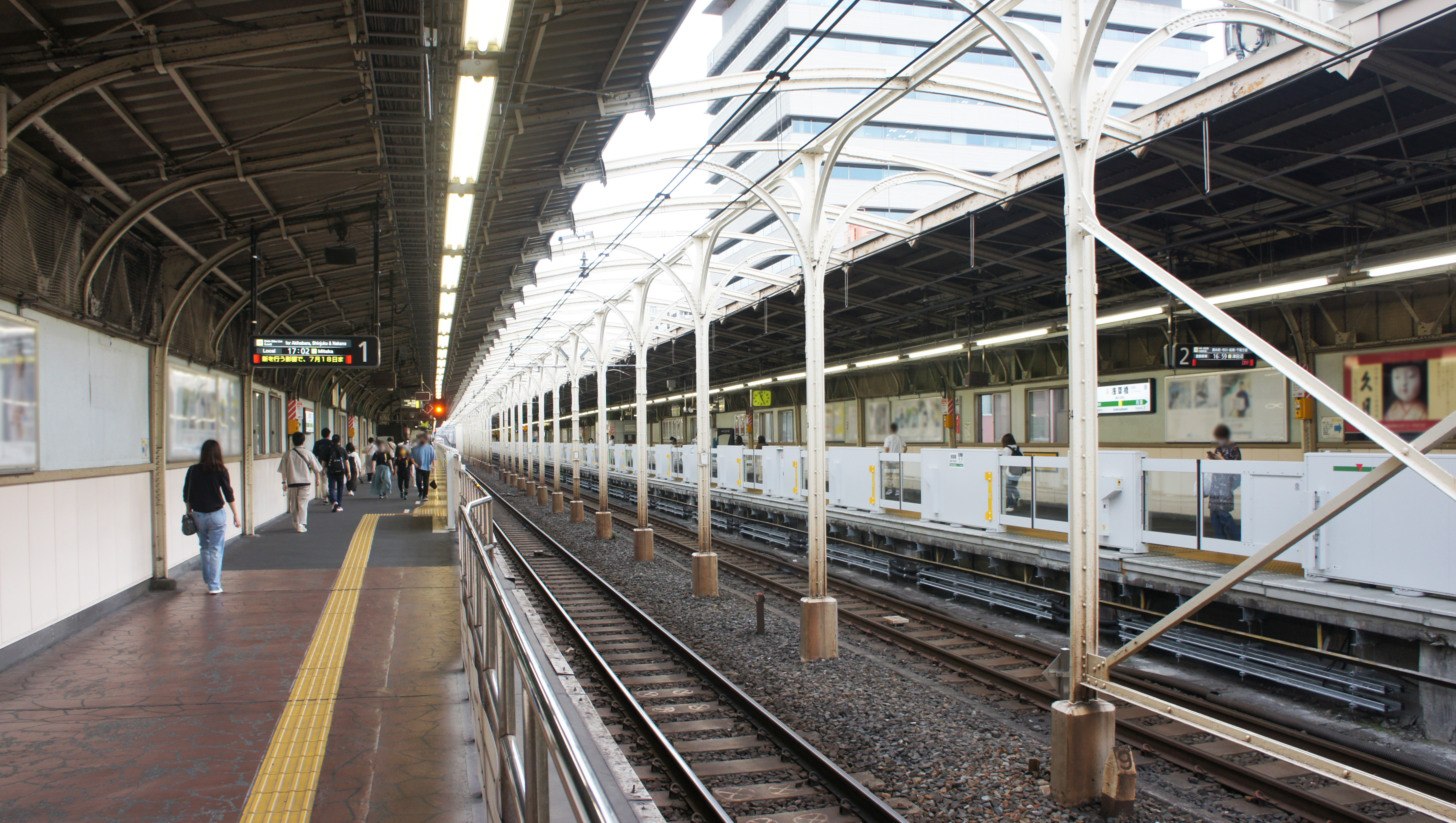
月台（2021年6月）

### 東京都交通局
島式月台1面2線地下車站。月台層（地下2樓）與剪票口層（地下1樓）之間設有電梯與電扶梯。大廳設有廁所。A1出入口與剪票口層之間也設有電梯。
本站為門前仲町站務管區淺草橋站務區，管理淺草橋站 - 押上站間各站（但押上站由京成電鐵管理）。

#### 月台配置
| 月台 | 路線   | 目的地                                     |
| ---- | ------ | ------------------------------------------ |
| 1    | 淺草線 | 西馬込、京急本線、羽田機場方向             |
| 2    | 淺草線 | 淺草、押上、京成本線、北總線、成田機場方向 |

（來源：都營地下鐵:車站構內圖 （页面存档备份，存于））
- 站內有「雷門、淺草寺的最近車站為淺草站。」的看板。
- 近年，站名標下有「人形的久月 總本店前」的副站名板。
- 押上方向有剪式橫渡線與一條拖上線，本站是往押上方向始發班次的起點站以及來自押上方向的最終班次終停站。誤點時，來自京急線方向的列車會在本站折返，而且也是試營運列車的折返站。另外，拖上線在開業時為上行本線，現在的上行本線在當時為拖上線。但現在拖上線已設置止衝擋，無法往藏前方向前進。
- 機場快特在隅田川花火大會時增停本站。

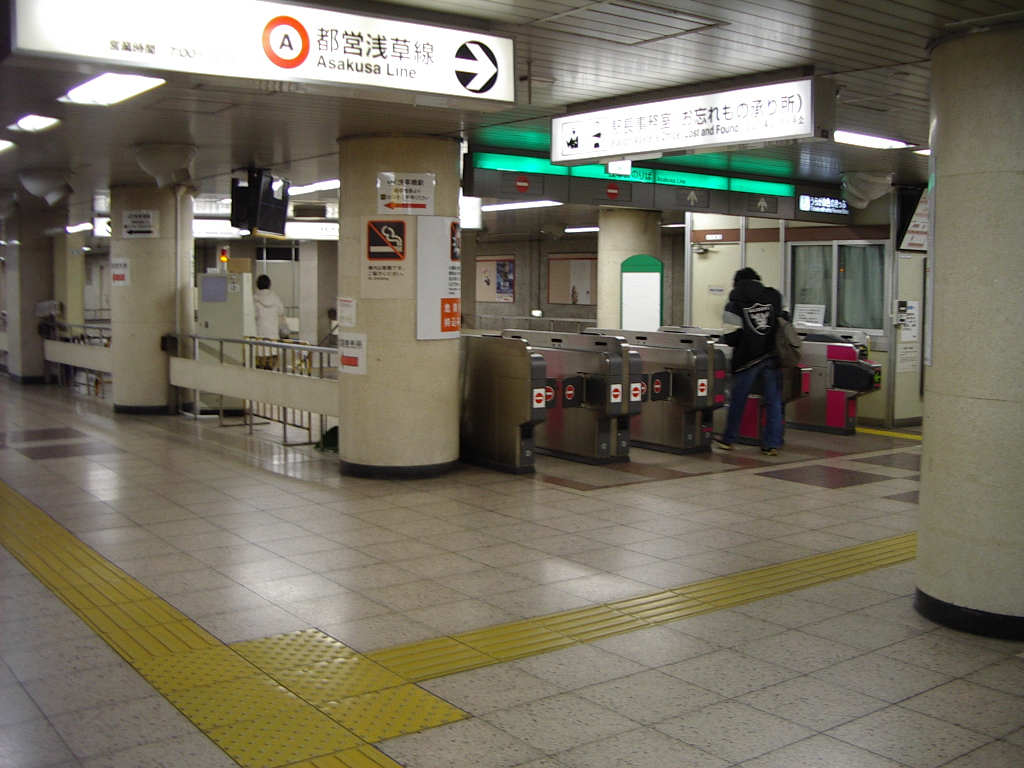
淺草線剪票口（2007年2月25日）
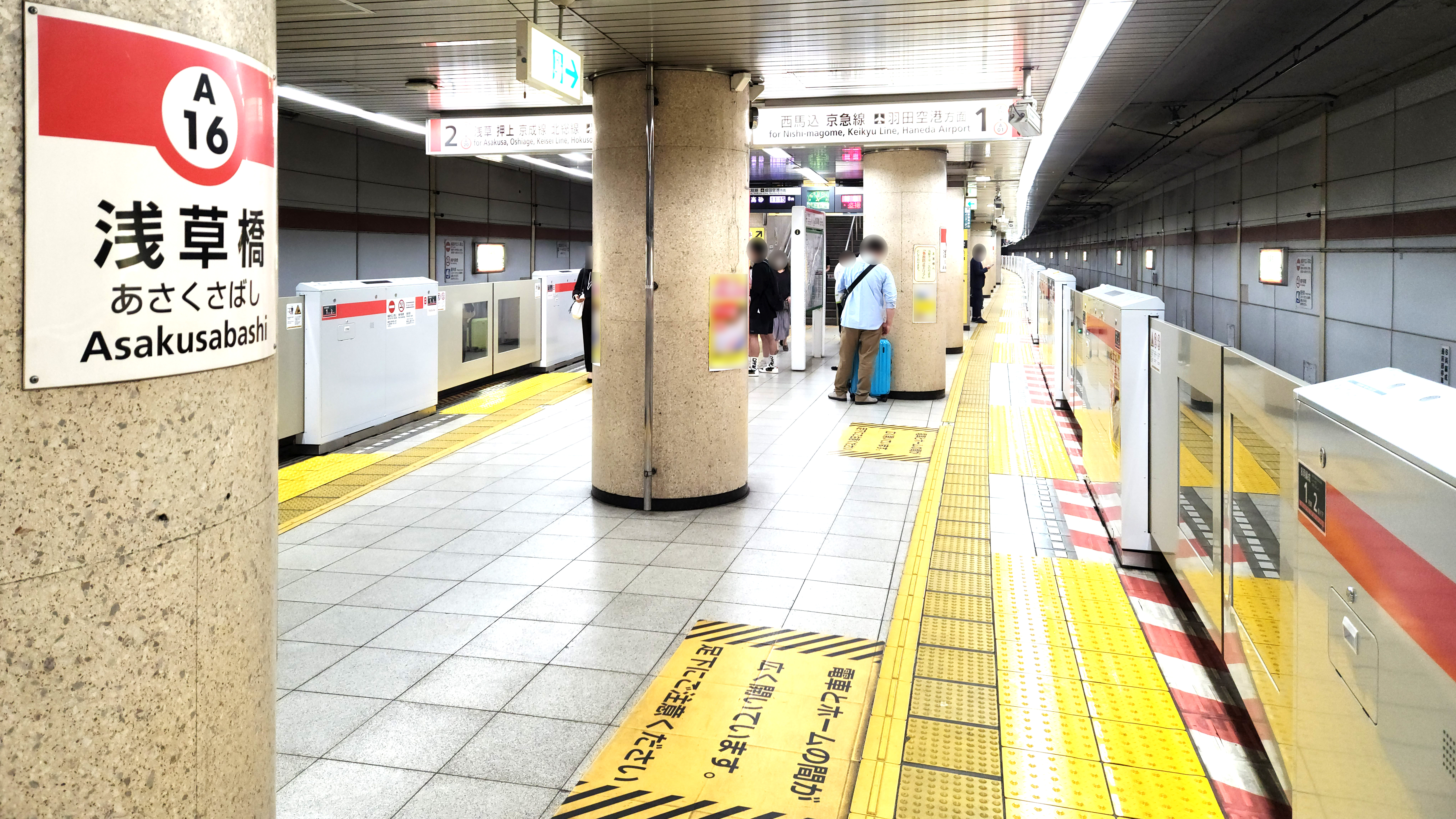
都營地下鐵月台（2023年6月10日）

## 利用狀況
- JR東日本 - 2019年度1日平均上車人次為53,911人[使用人數 1]。
該公司車站當中次於武藏浦和站排行第91位。
- 都營地下鐵 - 2017年度1日平均上下車人次為60,454人（上車人次30,341人、下車人次30,113人）[使用人數 2]。

### 各年度1日平均上下車人次
近年1日平均上下車人次推移如下表（JR除外）。
| 年度               | 都營地下鐵         | 都營地下鐵 |
| 年度               | 1日平均 上下車人次 | 增長率     |
| ------------------ | ------------------ | ---------- |
| 2003年（平成15年） | 55,492             | −4.4%      |
| 2004年（平成16年） | 54,129             | −2.5%      |
| 2005年（平成17年） | 53,600             | −1.0%      |
| 2006年（平成18年） | 53,758             | 0.3%       |
| 2007年（平成19年） | 55,086             | 2.5%       |
| 2008年（平成20年） | 54,864             | −0.4%      |
| 2009年（平成21年） | 53,999             | −1.6%      |
| 2010年（平成22年） | 53,966             | −0.1%      |
| 2011年（平成23年） | 52,036             | −3.6%      |
| 2012年（平成24年） | 55,722             | 7.1%       |
| 2013年（平成25年） | 56,585             | 1.5%       |
| 2014年（平成26年） | 56,949             | 0.6%       |
| 2015年（平成27年） | 58,593             | 2.9%       |
| 2016年（平成28年） | 59,150             | 1.0%       |
| 2017年（平成29年） | 60,454             | 2.2%       |
| 2018年（平成30年） | 61,500             | 1.7%       |

### 各年度1日平均上車人次（1930年代）
各年度1日平均上車人次如下表。
| 年度               | 國鐵   | 來源             |
| ------------------ | ------ | ---------------- |
| 1932年（昭和07年） | 6,818  | [ 東京府統計 1 ] |
| 1933年（昭和08年） | 9,087  | [ 東京府統計 2 ] |
| 1934年（昭和09年） | 10,753 | [ 東京府統計 3 ] |
| 1935年（昭和10年） | 12,041 | [ 東京府統計 4 ] |

### 各年度1日平均上車人次（1953年－2000年）
| 年度               | 國鐵 / JR東日本 | 都營地下鐵 | 來源              |
| ------------------ | --------------- | ---------- | ----------------- |
| 1953年（昭和28年） | 41,104          | 未 開 業   | [ 東京都統計 1 ]  |
| 1954年（昭和29年） | 42,120          | 未 開 業   | [ 東京都統計 2 ]  |
| 1955年（昭和30年） | 44,035          | 未 開 業   | [ 東京都統計 3 ]  |
| 1956年（昭和31年） | 46,619          | 未 開 業   | [ 東京都統計 4 ]  |
| 1957年（昭和32年） | 48,430          | 未 開 業   | [ 東京都統計 5 ]  |
| 1958年（昭和33年） | 49,966          | 未 開 業   | [ 東京都統計 6 ]  |
| 1959年（昭和34年） | 52,435          | 未 開 業   | [ 東京都統計 7 ]  |
| 1960年（昭和35年） | 55,508          | 4,957      | [ 東京都統計 8 ]  |
| 1961年（昭和36年） | 59,393          | 7,289      | [ 東京都統計 9 ]  |
| 1962年（昭和37年） | 64,615          | 9,600      | [ 東京都統計 10 ] |
| 1963年（昭和38年） | 69,730          | 16,201     | [ 東京都統計 11 ] |
| 1964年（昭和39年） | 75,343          | 21,182     | [ 東京都統計 12 ] |
| 1965年（昭和40年） | 78,706          | 24,711     | [ 東京都統計 13 ] |
| 1966年（昭和41年） | 82,620          | 27,364     | [ 東京都統計 14 ] |
| 1967年（昭和42年） | 84,791          | 29,521     | [ 東京都統計 15 ] |
| 1968年（昭和43年） | 85,953          | 30,839     | [ 東京都統計 16 ] |
| 1969年（昭和44年） | 75,736          | 31,329     | [ 東京都統計 17 ] |
| 1970年（昭和45年） | 73,167          | 34,041     | [ 東京都統計 18 ] |
| 1971年（昭和46年） | 72,219          | 35,175     | [ 東京都統計 19 ] |
| 1972年（昭和47年） | 71,444          | 35,575     | [ 東京都統計 20 ] |
| 1973年（昭和48年） | 67,351          | 33,301     | [ 東京都統計 21 ] |
| 1974年（昭和49年） | 67,581          | 33,036     | [ 東京都統計 22 ] |
| 1975年（昭和50年） | 65,473          | 32,178     | [ 東京都統計 23 ] |
| 1976年（昭和51年） | 67,142          | 32,386     | [ 東京都統計 24 ] |
| 1977年（昭和52年） | 64,622          | 31,915     | [ 東京都統計 25 ] |
| 1978年（昭和53年） | 63,847          | 30,532     | [ 東京都統計 26 ] |
| 1979年（昭和54年） | 61,175          | 28,361     | [ 東京都統計 27 ] |
| 1980年（昭和55年） | 56,597          | 26,638     | [ 東京都統計 28 ] |
| 1981年（昭和56年） | 53,775          | 25,534     | [ 東京都統計 29 ] |
| 1982年（昭和57年） | 53,430          | 24,956     | [ 東京都統計 30 ] |
| 1983年（昭和58年） | 52,582          | 24,921     | [ 東京都統計 31 ] |
| 1984年（昭和59年） | 53,099          | 25,112     | [ 東京都統計 32 ] |
| 1985年（昭和60年） | 53,077          | 25,186     | [ 東京都統計 33 ] |
| 1986年（昭和61年） | 54,915          | 26,132     | [ 東京都統計 34 ] |
| 1987年（昭和62年） | 62,148          | 27,298     | [ 東京都統計 35 ] |
| 1988年（昭和63年） | 59,011          | 28,310     | [ 東京都統計 36 ] |
| 1989年（平成元年） | 59,526          | 28,734     | [ 東京都統計 37 ] |
| 1990年（平成02年） | 60,962          | 30,104     | [ 東京都統計 38 ] |
| 1991年（平成03年） | 64,669          | 33,104     | [ 東京都統計 39 ] |
| 1992年（平成04年） | 66,471          | 29,118     | [ 東京都統計 40 ] |
| 1993年（平成05年） | 65,551          | 34,282     | [ 東京都統計 41 ] |
| 1994年（平成06年） | 63,605          | 33,712     | [ 東京都統計 42 ] |
| 1995年（平成07年） | 62,943          | 32,956     | [ 東京都統計 43 ] |
| 1996年（平成08年） | 62,614          | 32,849     | [ 東京都統計 44 ] |
| 1997年（平成09年） | 61,080          | 32,540     | [ 東京都統計 45 ] |
| 1998年（平成10年） | 59,490          | 32,003     | [ 東京都統計 46 ] |
| 1999年（平成11年） | 58,658          | 30,825     | [ 東京都統計 47 ] |
| 2000年（平成12年） | 57,537          | 29,962     | [ 東京都統計 48 ] |

### 各年度1日平均上車人次（2001年以後）
近年1日平均上車人次推移如下表。
| 年度               | JR東日本 | 都營地下鐵 | 來源              |
| ------------------ | -------- | ---------- | ----------------- |
| 2001年（平成13年） | 56,602   | 29,173     | [ 東京都統計 49 ] |
| 2002年（平成14年） | 56,594   | 29,162     | [ 東京都統計 50 ] |
| 2003年（平成15年） | 55,414   | 27,970     | [ 東京都統計 51 ] |
| 2004年（平成16年） | 54,405   | 27,208     | [ 東京都統計 52 ] |
| 2005年（平成17年） | 54,178   | 26,915     | [ 東京都統計 53 ] |
| 2006年（平成18年） | 54,322   | 27,019     | [ 東京都統計 54 ] |
| 2007年（平成19年） | 54,894   | 27,691     | [ 東京都統計 55 ] |
| 2008年（平成20年） | 54,347   | 27,656     | [ 東京都統計 56 ] |
| 2009年（平成21年） | 53,612   | 27,206     | [ 東京都統計 57 ] |
| 2010年（平成22年） | 53,014   | 27,182     | [ 東京都統計 58 ] |
| 2011年（平成23年） | 51,475   | 26,265     | [ 東京都統計 59 ] |
| 2012年（平成24年） | 52,259   | 27,939     | [ 東京都統計 60 ] |
| 2013年（平成25年） | 53,327   | 28,410     | [ 東京都統計 61 ] |
| 2014年（平成26年） | 53,432   | 28,651     | [ 東京都統計 62 ] |
| 2015年（平成27年） | 53,954   | 29,521     | [ 東京都統計 63 ] |
| 2016年（平成28年） | 54,070   | 29,740     | [ 東京都統計 64 ] |
| 2017年（平成29年） | 54,593   | 30,341     | [ 東京都統計 65 ] |
| 2018年（平成30年） | 55,061   | 30,951     | [ 東京都統計 66 ] |
| 2019年（令和元年） | 53,911   |            |                   |

備註
1. ↑  1932年7月1日開業。開業日から翌年3月31日までの計274日間を集計したデータ。
2. ↑  1960年12月4日開業。開業日から翌年3月31日までの計118日間を集計したデータ。

## 車站周邊
JR車站東口周邊有「久月」與「吉德」等日本人形批發與模型製造商，總武線南側有服飾批發店聚集。
- 神田川

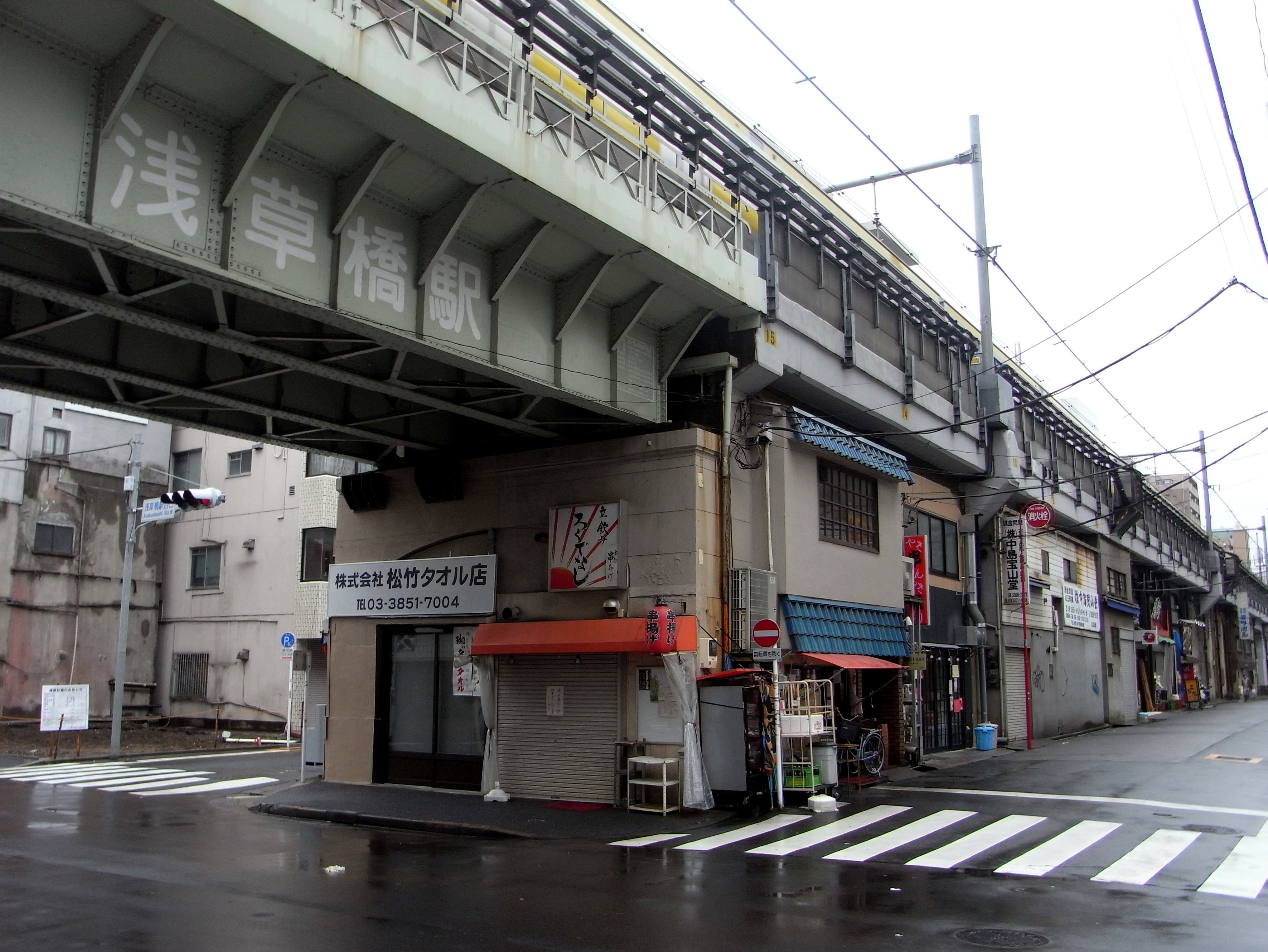
總武線高架下的商店

  - 淺草橋（站名由來。神田川倒數第二座橋梁）
  - 柳橋 (神田川)（日语：柳橋）（神田川最下游橋梁）
- 隅田川
  - 兩國橋（日语：両国橋）
- 國道6號（江戶通）
- 國道14號（京葉道路）
- 東京都道302號新宿兩國線（靖國通）
- 台東區立淺草中學校（日语：台東区立浅草中学校）
- 開智日本橋學園中學校、日本橋女學館高等學校（日语：開智日本橋学園中学校・日本橋女学館高等学校）
- 東京都立忍岡高等學校（日语：東京都立忍岡高等学校）
- 瑞穗銀行淺草橋支店
- 三菱東京UFJ銀行淺草橋支店
- 千葉興業銀行（日语：千葉興業銀行）東京支店

車站南方的柳橋一丁目在1999年以前是花柳界。現在則有屋形船碼頭。車站北方的舊茅町為「每日新聞」發源地。

### 巴士路線
東口江戶通上有都營巴士「淺草橋站前」巴士站，西口有台東區循環巴士「めぐりん」的「淺草橋站北」巴士站、「ぐるーりめぐりん」的「淺草橋地區中心」巴士站。
都營巴士的「淺草橋」巴士站在本站跨越神田川的靖國通與江戶通上（馬喰町站附近）。

#### 淺草橋站前
- 42甲：往南千住站西口、往南千住車庫／往東京站八重洲口、往東神田

#### 淺草橋站北
- 南めぐりん：大江戶線藏前站、田原町站、生涯學習中心北方向

#### 淺草橋地區中心
- ぐるーりめぐりん：三井紀念醫院、上野站入谷口、三之輪站、吉原大門、清川一丁目、淺草站方向

## 相鄰車站
東日本旅客鐵道
 總武線（各站停車）
兩國（JB 21）－淺草橋（JB 20）－秋葉原（JB 19）
 都營地下鐵
 淺草線
■機場快特
通過
■機場快特以外的列車類別
東日本橋（A 15）－淺草橋（A 16）－藏前（A 17）

### 來源
JR、地下鐵一日平均使用人數
1. ↑  JR東日本 各駅の乗車人員 的存檔，存档日期2001-05-06.
2. ↑  .   [2011-07-08]. （原始内容存档于2016-03-04）.

JR東日本1999年度以後上車人次
1. ↑  各駅の乗車人員（1999年度） （页面存档备份，存于） - JR東日本
2. ↑  各駅の乗車人員（2000年度） （页面存档备份，存于） - JR東日本
3. ↑  各駅の乗車人員（2001年度） （页面存档备份，存于） - JR東日本
4. ↑  各駅の乗車人員（2002年度） （页面存档备份，存于） - JR東日本
5. ↑  各駅の乗車人員（2003年度） （页面存档备份，存于） - JR東日本
6. ↑  各駅の乗車人員（2004年度） （页面存档备份，存于） - JR東日本
7. ↑  各駅の乗車人員（2005年度） （页面存档备份，存于） - JR東日本
8. ↑  各駅の乗車人員（2006年度） （页面存档备份，存于） - JR東日本
9. ↑  各駅の乗車人員（2007年度） （页面存档备份，存于） - JR東日本
10. ↑  各駅の乗車人員（2008年度） （页面存档备份，存于） - JR東日本
11. ↑  各駅の乗車人員（2009年度） （页面存档备份，存于） - JR東日本
12. ↑  各駅の乗車人員（2010年度） （页面存档备份，存于） - JR東日本
13. ↑  各駅の乗車人員（2011年度） （页面存档备份，存于） - JR東日本
14. ↑  各駅の乗車人員（2012年度） （页面存档备份，存于） - JR東日本
15. ↑  各駅の乗車人員（2013年度） （页面存档备份，存于） - JR東日本
16. ↑  各駅の乗車人員（2014年度） （页面存档备份，存于） - JR東日本
17. ↑  各駅の乗車人員（2015年度） （页面存档备份，存于） - JR東日本
18. ↑  各駅の乗車人員（2016年度） （页面存档备份，存于） - JR東日本
19. ↑  各駅の乗車人員（2017年度） （页面存档备份，存于） - JR東日本
20. ↑  各駅の乗車人員（2018年度） （页面存档备份，存于） - JR東日本
21. ↑  各駅の乗車人員（2019年度） （页面存档备份，存于） - JR東日本

JR、地下鐵統計資料
1. ↑  各種報告書 （页面存档备份，存于） - 関東交通広告協議会
2. ↑  .   [2017-06-04]. （原始内容存档于2016-04-01）.

東京府統計書
1. ↑  .   [2019-02-03]. （原始内容存档于2019-02-20）.
2. ↑  .   [2019-02-03]. （原始内容存档于2019-02-19）.
3. ↑  .   [2019-02-03]. （原始内容存档于2019-02-19）.
4. ↑  .   [2019-02-03]. （原始内容存档于2019-02-19）.

東京都統計年鑑
1. ↑  昭和28年PDF - 13ページ
2. ↑  昭和29年PDF - 10ページ
3. ↑  昭和30年PDF - 10ページ
4. ↑  昭和31年PDF - 10ページ
5. ↑  昭和32年PDF - 10ページ
6. ↑  昭和33年PDF - 10ページ
7. ↑  .   [2019-02-03]. （原始内容存档于2016-03-05）.
8. ↑  .   [2019-02-03]. （原始内容存档于2016-03-05）.
9. ↑  .   [2019-02-03]. （原始内容存档于2015-06-29）.
10. ↑  .   [2019-02-03]. （原始内容存档于2015-06-29）.
11. ↑  .   [2019-02-03]. （原始内容存档于2015-06-29）.
12. ↑  .   [2019-02-03]. （原始内容存档于2015-06-29）.
13. ↑  .   [2019-02-03]. （原始内容存档于2016-03-05）.
14. ↑  .   [2019-02-03]. （原始内容存档于2016-03-05）.
15. ↑  .   [2019-02-03]. （原始内容存档于2016-03-05）.
16. ↑  .   [2019-02-03]. （原始内容存档于2016-03-05）.
17. ↑  .   [2019-02-03]. （原始内容存档于2016-03-05）.
18. ↑  .   [2019-02-03]. （原始内容存档于2016-03-05）.
19. ↑  .   [2019-02-03]. （原始内容存档于2015-06-29）.
20. ↑  .   [2019-02-03]. （原始内容存档于2015-06-29）.
21. ↑  .   [2019-02-03]. （原始内容存档于2015-06-29）.
22. ↑  .   [2019-02-03]. （原始内容存档于2016-03-05）.
23. ↑  .   [2019-02-03]. （原始内容存档于2016-06-02）.
24. ↑  .   [2019-02-03]. （原始内容存档于2015-06-29）.
25. ↑  .   [2019-02-03]. （原始内容存档于2016-03-05）.
26. ↑  .   [2019-02-03]. （原始内容存档于2015-06-29）.
27. ↑  .   [2019-02-03]. （原始内容存档于2016-03-05）.
28. ↑  .   [2019-02-03]. （原始内容存档于2016-03-05）.
29. ↑  .   [2019-02-03]. （原始内容存档于2016-03-05）.
30. ↑  .   [2019-02-03]. （原始内容存档于2015-06-29）.
31. ↑  .   [2019-02-03]. （原始内容存档于2015-06-29）.
32. ↑  .   [2019-02-03]. （原始内容存档于2015-06-29）.
33. ↑  .   [2019-02-03]. （原始内容存档于2016-03-05）.
34. ↑  .   [2019-02-03]. （原始内容存档于2016-03-05）.
35. ↑  .   [2019-02-03]. （原始内容存档于2015-06-29）.
36. ↑  .   [2019-02-03]. （原始内容存档于2016-03-05）.
37. ↑  .   [2019-02-03]. （原始内容存档于2016-03-05）.
38. ↑  .   [2019-02-03]. （原始内容存档于2016-03-05）.
39. ↑  .   [2019-02-03]. （原始内容存档于2016-03-05）.
40. ↑  .   [2017-06-04]. （原始内容存档于2013-08-15）.
41. ↑  .   [2017-06-04]. （原始内容存档于2013-02-03）.
42. ↑  .   [2017-06-04]. （原始内容存档于2013-02-03）.
43. ↑  .   [2017-06-04]. （原始内容存档于2013-02-03）.
44. ↑  .   [2017-06-04]. （原始内容存档于2013-02-03）.
45. ↑  .   [2017-06-04]. （原始内容存档于2016-03-04）.
46. ↑  平成10年PDF
47. ↑  平成11年PDF
48. ↑  .   [2017-06-04]. （原始内容存档于2016-03-04）.
49. ↑  .   [2017-06-04]. （原始内容存档于2016-03-04）.
50. ↑  .   [2017-06-04]. （原始内容存档于2017-07-29）.
51. ↑  .   [2017-06-04]. （原始内容存档于2017-07-29）.
52. ↑  .   [2017-06-04]. （原始内容存档于2017-07-29）.
53. ↑  .   [2017-06-04]. （原始内容存档于2017-07-29）.
54. ↑  .   [2017-06-04]. （原始内容存档于2017-07-29）.
55. ↑  .   [2017-06-04]. （原始内容存档于2017-07-29）.
56. ↑  .   [2017-06-04]. （原始内容存档于2017-07-29）.
57. ↑  .   [2017-06-04]. （原始内容存档于2016-03-26）.
58. ↑  .   [2017-06-04]. （原始内容存档于2016-03-27）.
59. ↑  .   [2017-06-04]. （原始内容存档于2016-03-25）.
60. ↑  .   [2017-06-04]. （原始内容存档于2016-03-27）.
61. ↑  .   [2017-06-04]. （原始内容存档于2016-03-22）.
62. ↑  .   [2017-06-04]. （原始内容存档于2017-07-30）.
63. ↑  .   [2017-06-04]. （原始内容存档于2018-11-09）.
64. ↑  .   [2019-02-03]. （原始内容存档于2019-05-02）.
65. ↑  .   [2020-07-28]. （原始内容存档于2019-12-03）.
66. ↑  .   [2020-07-28]. （原始内容存档于2020-08-04）.

## 外部連結
- 車站資訊（淺草橋）：東日本旅客鐵道
- 淺草橋 - 東京都交通局